# 竜伏鎮
竜伏鎮（りゅうふくちん）は中華人民共和国湖南省長沙市瀏陽市の鎮。

## 行政区画
- 坪上村
- 焦橋村
- 新開村
- 黄橋村
- 達峰村
- 柘庄村
- 相市村
- 石柱峰村（2015年、石柱峰村、尚埠村が合併し、現在の石柱峰村が発足。）
- 竜伏社区（2015年、竜伏社区、石江村が合併し、現在の竜伏社区が発足。）
- 泮春社区[2]

## 経済

### 名物・特産品
- イネ
- たばこ
- 唐辛子
- 生薬

## 地理
竜伏鎮は瀏陽市の北西部に位置し、東及び北東は社港鎮と、西及び北西は沙市鎮と、南は淳口鎮とそれぞれ接している。
- 河川：瀏陽河
- 山：石柱峰（1359.7メートル）

## 教育
- 竜伏中学

## 交通

### 道路
- 国道：G106
- 高速道路：瀏醴高速道路

## 観光
- 石柱峰景区
- 焦達峰故居
- 沈家大屋
- 培文塔遺址

## 出身有名人
- 焦達峰（中国語版）：革命烈士。
- 周其鳳（中国語版）：元北京大学学長。
- 沈仁幹：元国家版権局副局長。
- 焦解歌：海南医学院院长。
- 戴徳清：湘潭市人民政府秘書長。